# Per Bertilsson
Per Daniel Bertilsson (4. december 1892 – 18. september 1972) var en svensk gymnast som deltog i OL 1912 i Stockholm.
Bertilsson blev olympisk mester i gymnastik under OL 1912 i Stockholm. Han var med på det svenske hold som vandt holdkonkurrencen for hold i svensk system. Hold fra tre nationer var med i konkurrencen, der blev afholdt på Stockholms Stadion. 